# Elecciones legislativas de Bulgaria de junio de 2024
Las elecciones parlamentarias de Bulgaria de junio de 2024 se celebraron el 9 de junio de forma anticipada, para elegir a los miembros de la Asamblea Nacional. La elección coincidió con las elecciones al Parlamento Europeo del mismo día.
Inicialmente, estas elecciones parlamentarias búlgaras estaban programadas para celebrarse antes del 12 de junio de 2027; sin embargo, como la formación y aprobación del gobierno de rotación previsto para reemplazar al gobierno de Denkov fracasó el 20 de marzo de 2024, el presidente búlgaro, Rumen Radev, anunció después de haber concluido un segundo y tercer intento fallidos de formar un gobierno entre los partidos electos, que ahora nombraría un nuevo primer ministro interino y un gobierno interino encargado de organizar unas nuevas elecciones anticipadas. Está previsto que la campaña electoral se desarrolle del 10 de mayo al 7 de junio. El actual 49.º parlamento permanecerá en sesión al menos hasta que comience la campaña electoral. Las elecciones anticipadas serán las sextas del país desde 2021.

## Antecedentes
Tras varias elecciones anticipadas, la Asamblea Nacional búlgara no había logrado formar un gobierno duradero desde que los partidos 'anticorrupción' lograron un gran avance en las elecciones de abril de 2021. En las elecciones de 2023 se produjeron pocos cambios con respecto a las de 2022, y el partido de centroderecha Ciudadanos por el Desarrollo Europeo de Bulgaria (GERB) y la Unión de Fuerzas Democráticas (SDS) de Boyko Borisov quedó en primer lugar por poco, por encima de la alianza centrista PP-DB. El partido de extrema derecha Renacimiento (VAZ) y el populista Existe Tal Pueblo (ITN) lograron avances, y este último volvió a ingresar a la Asamblea después de no alcanzar el umbral electoral en 2022.
El 22 de mayo de 2023, las alianzas lideradas por el PP y el GERB acordaron formar un gobierno con un cargo de primer ministro rotatorio. Nikolai Denkov, candidato del PP, sería primer ministro durante los primeros nueve meses de gobierno y Mariya Gabriel, candidata del GERB, ocuparía el cargo de vice primera ministra y ministra de Asuntos Exteriores. Después de nueve meses, los dos cambiarían de posición.
Denkov renunció de acuerdo con el acuerdo de rotación el 5 de marzo, para permitir que Gabriel se convirtiera en la nueva primera ministra. El 20 de marzo de 2024, la rotación gubernamental prevista y la firma de un gobierno renovado fracasaron debido a desacuerdos entre las dos alianzas en el gabinete y la ruptura de relaciones, los motivos fueron que GERB propuso nombres para ministerios que en un principio iban a ir a PP-DB. Siguieron negociaciones para formar un nuevo gobierno, pero no lograron producir ningún gobierno que pudiera alcanzar un apoyo mayoritario. El GERB rechazó la posibilidad de formar gobierno. El PP-DB hizo un intento limitado de respetar el acuerdo de rotación original. La última oportunidad de formar un gobierno, elegido por el presidente Rumen Radev, recayó en ITN, que fue inmediatamente rechazada.
El 29 de marzo, de conformidad con el artículo 98 de la Constitución, el presidente nombró al presidente de la Oficina Nacional de Auditoría, Dimitar Glavchev, como candidato a primer ministro interino. Se le concedió un plazo de una semana, hasta el 6 de abril, para proponer la composición del gobierno provisional.
Glavchev presentó su propuesta para el gobierno provisional el 5 de abril, aceptada por el presidente tras negociaciones y programando las elecciones para el 9 de junio. Glavchev y su gabinete fueron inaugurados el 9 de abril por la Asamblea Nacional.

### Calendario electoral
La Comisión Electoral Central anunció que la campaña comenzaría al mediodía del 10 de mayo y finalizaría a la medianoche del 7 de junio.
El actual 49.º parlamento debía permanecer en sesión al menos hasta que comience la campaña electoral, cuando se espera que el Parlamento adopte una decisión sobre el receso electoral. El 49.º parlamento suspendió su proceso normal de trabajo mediante un receso electoral adoptado el 27 de abril. Durante el receso electoral, el 49.º parlamento podría volver a reunirse para una sesión extraordinaria en circunstancias excepcionales. El 50.º parlamento sustituirá al 49.º parlamento tan pronto como los nuevos miembros elegidos presten juramento tras las elecciones.
El día de las elecciones, las urnas abrieron a las 07:00 horas y cerraron a las 20:00 horas.

## Encuestas

Línea de tendencia de regresión local de los resultados de las encuestas.

## Resultados
|  | 23.99 % |

|  | 16.56 % |

|  | 13.92 % |

|  | 13.38 % |

|  | 6.85 % |

|  | 5.79 % |

|  | 4.52 % |

|  | 2.89 % |

|  | 1.52 % |

|  | 1.42 % |

|  | 1.16 % |

|  | 0.96 % |

|  | 0.69 % |

|  | 0.56 % |

|  | 0.42 % |

|  | 0.30 % |

|  | 0.27 % |

|  | 0.25 % |

|  | 0.24 % |

|  | 0.24 % |

|  | 0.21 % |

|  | 0.15 % |

|  | 0.14 % |

|  | 0.11 % |

|  | 0.11 % |

|  | 0.10 % |

|  | 0.10 % |

|  | 0.10 % |

|  | 0.09 % |

|  | 0.04 % |

|  | 0.04 % |

|  | 97.42 % |

|  | 2.58 % |

|  | 100.00 % |

|  | 33.40 % |